# Calophya phellodendri
Calophya phellodendri är en insektsart som beskrevs av Loginova 1976. Calophya phellodendri ingår i släktet Calophya och familjen Calophyidae. Inga underarter finns listade i Catalogue of Life.